# Prix Parzen
Pour les articles homonymes, voir Parzen.
Le prix Parzen (Emanuel and Carol Parzen Prize for Statistical Innovation) est décerné tous les deux ans par le Département de Statistique de l'Université A&M du Texas à des mathématiciens nord-américains, pour reconnaître leurs contributions exceptionnelles et influentes au développement de méthodes statistiques applicables et innovantes. 
Il porte le nom du mathématicien Emanuel Parzen (en) (1929–2016).
Le prix consiste en une somme de 1 000 $ et la prise en charge du voyage jusqu'à College Station, au Texas, où le lauréat donne une conférence à l'occasion de la cérémonie de remise du prix. 

## Liste des lauréats
- 1994 : Grace Wahba (Université du Wisconsin)
- 1996 : Donald Rubin (Université Harvard)
- 1998 : Bradley Efron (Université Stanford)
- 2000 : C. R. Rao (Université d'État de Pennsylvanie)
- 2002 : David R. Brillinger (en) (Université de Californie à Berkeley)
- 2004 : Jerome H. Friedman (en) (Université Stanford)[3]
- 2006 : Alan E. Gelfand (en)
- 2008 : Nancy Reid et Marvin Zelen (en)[4]
- 2010 : Roger Koenker
- 2012 : Adrian Raftery (en)
- 2014 : Trevor Hastie (Université Stanford)[5]
- 2016 : William S. Cleveland
- 2018 : Bin Yu
- 2022 : Herman Chernoff et Peter McCullagh
- 2024 : Christian Genest[6]